# Jorge Meléndez Escobar
Jorge Meléndez Escobar (Santiago, 6 de marzo de 1896-Santiago, 19 de marzo de 1984) fue un político y caricaturista chileno. Fue diputado entre 1949 y 1957.

## Biografía
Hijo de José Luis Meléndez y de Ercilia Escobar Campaña. Casado, en Santiago, el 30 de diciembre de 1938, con Ana Acevedo Davenport Hinojosa, sin hijos.
Estudió en el Liceo de Aplicación y se tituló en el Instituto Superior de Comercio. Realizó cursos de Economía Política y Publicidad en la Universidad de Chile; dibujo y pintura en forma particular, y de dibujo industrial en las escuelas de la Sociedad de Fomento Fabril.
Desde 1914 a 1916, fue profesor en las Escuelas Nocturnas para Obreros “Manuel Rodríguez” y en el Liceo de Aplicación. Se desempeñó en la Caja Nacional de Ahorros, institución que luego sería el Banco del Estado de Chile, donde ejerció como jefe del Departamento de Prensa y Propaganda, entre 1915 y 1949. Trabajó desde su fundación en el diario La Nación; fue caricaturista de las revistas Zig-Zag y El Corre-Vuela. Dirigió durante un tiempo la revista humorística El Picarón; colaboró en El Imparcial, El Mercurio, etc. En 1913 y 1921 realizó exposiciones con sus caricaturas y dibujos.
Autor de las obras Educación de la Juventud. Protección de los animales (Santiago, Imp. Selecta, 1919), este libro fue premiado en un concurso público en 1917, y declarado texto auxiliar de lectura por el Gobierno; Ahorro y caridad (Santiago, Imp. Universitaria, 1932); Siembra y cosecharás amor (Santiago, Imp. Barcelona, 1981). Además, fue distinguido por su trabajo La cartilla del ahorro, en la Primera Conferencia del Ahorro celebrada en 1915.

## Carrera política
Militó en el Partido Independiente. Fundador del Movimiento Independiente y de la Acción Renovadora de Chile en 1949.
Fue elegido diputado por la 7ª Agrupación Departamental de Santiago, primer distrito, en los periodos 1949-1953 y 1953-1957. En el primer periodo formó parte de los comités de Defensa Nacional y Educación Pública. En su segundo periodo integró las comisiones de Relaciones Exteriores y Policía Interior y Reglamento.

## Participación en instituciones
Presidente y fundador del Bando de Piedad de Chile entre 1919 y 1950, y de la Casa del Estudiante Americano desde 1950 en adelante. Presidente honorario de la Sociedad Protectora de Animales “Benjamín Vicuña Mackenna”, desde 1916 a 1978; del Instituto Chileno Brasilero de Cultura desde 1959 a 1979. Consejero honorario de la Sociedad de Instrucción Primaria desde 1923 en adelante. Socio honorario del Rotary Club de Santiago, del que fue secretario, director y presidente entre los años 1970 y 1971. Rector honorario del Saint Rose School. Director efectivo de la Junta de Beneficencia Escolar.
Participó en numerosas asociaciones y mutuales: Asociación de Jubilados de Chile, Sociedad de Artesanos La Unión, Sociedad Fermín Vivaceta, Sociedad Figueroa Alcorta, Sociedad Juan Miguel Dávila Baeza, Sociedad Unión de Peluqueros, Sociedad Unión de Tipógrafos, Sociedad Igualdad y Trabajo, Sociedad Empleados de Comercio, Círculo de Jubilados de la Prensa, Sociedad Estrella Chilena de Señoras, Sociedad Gremio del Abasto, Sociedad La Unión Nacional, Asociación Luis A. Soto, Mutual Población Polígono, Sociedad Protección de la Mujer, Centro Social Obrero Santísimo Sacramento, Asociación de Jubilados del Banco del Estado, Asociación Mutualista de Jubilados de las Fuerzas Armadas Arturo Prat de Valparaíso, Federación Provincial Mutualista de Santiago, Confederación Mutualista de Chile, Liga de Estudiantes Pobres, Patronato Nacional de la Infancia, Comité de Amigos de la Araucanía, Junta de Vecinos de la 4ª Comuna, Liga Nacional contra el Alcoholismo, Instituto Chileno de Conmemoración Histórica.
Ciudadano honorario de San Antonio, Texas, Estados Unidos. Socio benemérito de la Sociedad Científica de Chile en 1956; socio honorario de la Cruz Roja de Chile. La Universidad de Investigaciones de Andbra, de la India, le otorgó el título honorífico de “Diputado pro canciller”, adscrito al Cuerpo Académico Chileno. En 1921, fue nombrado secretario del Comité Pro Reacción Municipal.
Fue condecorado con la Orden del Cóndor de los Andes de Bolivia, Orden José Gabriel Duque de Panamá, Orden Do Cruzeiro do Sul de Brasil en 1970, medalla de la Sociedad Bolivariana de Venezuela, medalla por su labor de bien público de la Municipalidad de Santiago en 1976.